# Laurence Feininger
Laurence Karl Johann Feininger (* 5. April 1909 in Berlin; † 7. Juni 1976 in Freienfeld, Südtirol, Italien), auch Lorenzo (ital.) und Laurentius (lat.), war ein deutsch-italienischer Musikwissenschaftler und römisch-katholischer Priester.

## Familie, Kindheit und Jugend
Laurence Feininger war der Sohn des Malers, Grafikers und Karikaturisten Léonell Charles Adrian Feininger und dessen Ehefrau, der Künstlerin Julia Berg (1881–1970), geborene Lilienfeld. Seine Großeltern väterlicherseits waren der deutsch-US-amerikanische Konzertgeiger Carl Wilhelm Friedrich Feininger (* 31. Juli 1844 in Durlach; † 31. Januar 1922 in New York City) und die Pianistin und Sängerin Elisabeth Cäcilia Feininger (* 1845), geborene Lutz. Laurence hatte zwei Brüder, Andreas (1906–1999) und Theodor Lukas (1910–2011) sowie zwei Halbschwestern, Leonore und Marianne (* 1902), aus der ersten Ehe seines Vaters mit einer Schülerin von Artur Schnabel, der Pianistin Clara Fürst (1879–1944), Tochter des Malers Gustav Gerson Fürst. Laurence wuchs die ersten zehn Lebensjahre in Berlin-Zehlendorf auf. Die Familie verbrachte die „Sommerfrische“ jedoch stets an der Ostsee, von 1908 bis 1921 auf der Insel Usedom in Benz, Heringsdorf und Neppermin, ab 1924 bis 1935 im pommerschen Deep bei Kolberg. Die Künstlerfamilie hatte starken Bezug zum Bauhaus und deren affiliiertem Umfeld, so dass Laurence vom Kindesalter an bevorzugt mit musisch und graphisch orientierten Künstlerkreisen in Berührung kam. Durch seine Großeltern väterlicherseits bestand von Anfang an ein starker Bezug zur Musik.

## Schule und Studium
Laurence besuchte die musisch geprägte Neue Schule Hellerau (Internationale Schule Hellerau) bei Dresden, eine höhere Schule, die als Vorbild der demokratischen englischen Schule Summerhill gilt, und ab 1926 das ebenfalls musisch orientierte reformpädagogische Landerziehungsheim Freie Schulgemeinde in Wickersdorf bei Saalfeld/Saale im Thüringer Wald, wo er 1929 seine Reifeprüfung ablegte. An beiden Schulen bewegte er sich in einem Umfeld von Mitschülern und Lehrern, die auch aus anderen Ländern stammten. An der Ruprecht-Karls-Universität in Heidelberg studierte er bei Heinrich Besseler Musikwissenschaft, Komposition und Orgel, bei Karl Jaspers Philosophie. Im Jahr 1934 ließ er sich ungeachtet seiner jüdischen Abstammung christlich taufen. Vor dem Hintergrund der Machtabtretung an die Nationalsozialisten im Vorjahr mag dies zu diesem Zeitpunkt vielleicht als Versuch eines minimalen Schutzes gegolten haben, angesichts seiner weiteren Entwicklung jedoch durchaus als eine Entscheidung aus Überzeugung. Er promovierte 1937 zum Thema Die Frühgeschichte des Kanons bis Josquin des Prez (um 1500). Im selben Jahr emigrierte seine Familie aufgrund der von den Nationalsozialisten betriebenen Judenverfolgung in die Vereinigten Staaten; Laurence erhielt dadurch einen US-amerikanischen Pass. Er ging ins faschistische Italien, nach Südtirol, und floh 1938 in die USA.

## Berufliche Entwicklung
Im Jahr 1938 begann Laurence, die Trienter Codices aus der Zeit um 1400 zu studieren, die eine bedeutende Quelle der europäischen Sakralmusik darstellen. Nach dem Sturz Mussolinis wurde er 1943/44 in den USA als Enemy Alien interniert. Für 1946, 1950 und 1965 dokumentieren erhaltene Fotos USA-Aufenthalte bei seiner Familie. 1947 wurde er in Rom zum Priester geweiht und ließ sich danach in Trient nieder. Er forschte intensiv zur katholischen liturgischen Musik des 13. bis 17. Jahrhunderts, publizierte Werkkataloge in lateinischer Sprache und gab eine Reihe von Messen und Motetten italienischer Komponisten wie Orazio Benevoli, Francesco Antonio Bonporti, Pompeo Cannicciari (1670–1744), Giovanni Giorgi und Giuseppe Ottavio Pitoni heraus. Die Sakralmusik des 17. Jahrhunderts betrachtete er als Verbindungsglied zwischen der perfekten Kunst („ars perfecta“) des päpstlichen „Taktgebers“ („modulator pontificus“) Palestrina und der kontrapunktischen Kunst Bachs.

„No one in his generation has left a greater corpus of editions of fifteenth- and seventeenth-century music, all based on the original handwritten sources, many of them newly discovered by him. No one worked harder at having them published – and performed, especially those of the seventeenth century. No one took their original function more seriously. […] It was his life-long hope to restore Catholic liturgy and music to its pristine splendor.“

In nationalen oder internationalen musikwissenschaftlichen Gesellschaften engagierte er sich höchstens sporadisch und nahm kaum an deren Treffen und Kongressen teil. Die Manuskripte der Vatikanischen Apostolischen Bibliothek soll er besser gekannt haben als irgendjemand sonst. Er arbeitete auch am Päpstlichen Institut für Kirchenmusik in Rom.
In Trient fungierte er darüber hinaus als Gründer, Chorleiter und Dirigent des Ratschores der Stadt, der zwei Jahrzehnte bestand. Die von ihm erstellte umfangreiche bibliographische und dokumentarische Sammlung ist kirchen- und musikhistorisch von Bedeutung und wurde der Stadt Trient übereignet, wo sie im Castello del Buonconsiglio aufbewahrt wird. Laurence Feininger verstarb im Alter von 67 Jahren an den Folgen eines Verkehrsunfalls, der sich auf der Brennerautobahn in der Nähe von Sterzing ereignete.

## Institutionen und Veranstaltungen
In Trient bestehen die Biblioteca Musicale Laurence K. J. Feininger und das Centro di Eccellenza Laurence K.J. Feininger. Außerdem gab es eine nach ihm benannte Veranstaltungsfolge Convegno internazionale di studi in memoria di Laurence Feininger (1985) und das Vocalensemble Gruppo vocale Laurence Feininger.

## Werke (Auszug)
- Laurence Feininger: Die Frühgeschichte des Kanons bis Josquin des Prez (um 1500), Phil. Diss., Ruprecht-Karls-Universität Heidelberg, Heidelberg 1935, H. & J. Lechte, Emsdetten 1937.
- ders.: Missa Caput auctore Gulielmo Dufay cum aliis duabus missis anonymis. Veterem hominem et Christus Surrexit eidem auctori adscribendis. Monumenta Polyphoniae Liturgicae Sanctae Ecclesiae Romanae. Ser. 1/2. Societas universalis Sanctae Ceciliae, Rom 1951.[20]
- ders.: Catalogus thematicus et bibliographicus Joannis de Georgiis. Operum sacrarum omnium, Societas universalis Sanctae Ceciliae, Trient/Trento 1962.
- ders.: Catalogus thematicus et bibliographicus Pompei Cannicciarii. Operum sacrarum omnium, Societas universalis Sanctae Ceciliae, Trient/Trento 1964.
- ders.: Zu einigen Handschriften der Biblioteca Vaticana. In: Analecta Musicologica, Nr. 9 (1970), S. 298.[21]
- ders.: Repertorium cantus plani, Societas universalis Sanctae Ceciliae, Trient/Trento 1969.
- ders.: Il codice 87 del Castello del Buonconsiglio di Trento, Bologna, Forni, 1971.
- ders.: Das musikalische Werk Lyonel Feiningers, Tutzing, Schneider, 1971.
- Lyonel Feininger: Zeichnungen für Laurence und frühe Cartoons, Ausstellung in der Galerie im Taxispalais, Kunsthalle Tirol, Innsbruck, Jänner/Feber 1975.
- Laurence Feininger, Cristina Cassia: L'intavolatura cembalo-organistica della Biblioteca Musicale Laurence K. J. Feininger. Levante Libreria Editrice, Trient/Trento 2015. ISBN 978-88-95203-48-5.